# El club del crimen de los jueves
El club del crimen de los jueves (título original en inglés: The Thursday Murder Club, lit. 'El club de los asesinatos de los jueves') es la novela debut del presentador de programas de concursos británico Richard Osman, y es la primera entrega de su serie Thursday Murder Club. Fue publicado el 3 de septiembre de 2020 por Viking Press, una subsidiaria de Penguin Random House.

## Argumento
Un grupo de jubilados (Elizabeth Best; Ron Ritchie; Joyce Meadowcroft; e Ibrahim Arif) se proponen resolver el misterio del asesinato de un promotor inmobiliario en la lujosa aldea de jubilados de Cooper's Chase, cerca del pueblo ficticio de Fairhaven en Kent.

## Antecedentes
La inspiración de Osman para el libro provino de una visita que hizo a una lujosa aldea para jubilados. Escribió el libro durante 18 meses en secreto. Después de una subasta editorial entre diez participantes, Penguin Random House adquirió los derechos de El club del crimen de los jueves y su secuela l jueves siguiente por una suma de siete cifras en 2019. El libro fue publicado el 3 de septiembre de 2020. Vendió 45 000 copias en sus primeros tres días a la venta y se convirtió en el número uno en ventas de The Sunday Times. Hasta el 8 de septiembre, se había vendido en 16 países. En la semana previa al 19 de diciembre, vendió 134 514 copias, lo que la convirtió en la primera novela debut en ocupar el número uno en Navidad.
En The Times, Christina Hardyment dijo que el libro tiene una «trama ingeniosa». The Guardian lo describió como «el debut [de una novela] criminal para adultos más vendido» en la historia. Las secuelas, El jueves siguiente, El misterio de la bala perdida y El último en morir, se publicaron en septiembre de 2021, 2022 y 2023 respectivamente. Está previsto que se publique un quinto libro de la serie en 2025.

## Adaptación
El libro fue adaptado para BBC Radio 4 y transmitido a principios de 2021, leído por Haydn Gwynne.
El 5 de marzo de 2020, la productora de Steven Spielberg, Amblin Entertainment, compró los derechos cinematográficos globales del libro, que será escrito y dirigido por Ol Parker. Según los informes, el rodaje comenzaría en marzo de 2024, y se rumoreaba que Viola Davis y Meryl Streep estarían adjuntas. El 18 de abril de 2024, Chris Columbus fue anunciado como director, en sustitución de Parker. El 23 de abril, Osman confirmó a través de un episodio de The Rest Is Entertainment que Helen Mirren interpretaría a Elizabeth, Pierce Brosnan interpretaría a Ron y Ben Kingsley interpretaría a Ibrahim con la actriz de Joyce aún por ser elegida. El 25 de abril Netflix adquirió los derechos de distribución de la película. El 21 de mayo, Osman confirmó que Celia Imrie interpretaría a Joyce.